# La Mancellière
Pour l’article homonyme, voir La Mancellière-sur-Vire.
La Mancellière est une ancienne commune française du département de la Manche et la région Normandie, associée à Isigny-le-Buat depuis le 15 mars 1973.

## Toponymie
Le nom de la localité est attesté sous les formes Mansellaria en 1056, Mancellaria sans date et la Manceliere en 1759.
Les suffixes d'origines médiévales -erie et -ière ont des sens différents : le premier évoque la présence, le second l'appartenance. Il s'agirait ici de la propriété de la famille Mancel ou Mansel, qui, selon Albert Dauzat et Charles Rostaing pourrait être originaire de la ville du Mans.

## Histoire
Jean de Pontfoul, né à la Mancelière, fut, en 1434, l'un des 119 défenseurs du Mont-Saint-Michel.
En 1973, Les Biards, Chalandrey, La Mancellière, Le Mesnil-Bœufs, Le Mesnil-Thébault, Montgothier, Montigny, Naftel et Vezins se sont associées à Isigny-le-Buat.

## Administration
| Période                                                                                   | Période   | Identité               | Étiquette | Qualité          |
| ----------------------------------------------------------------------------------------- | --------- | ---------------------- | --------- | ---------------- |
| …1792                                                                                     | 1794…     | Jean Danguy            |           |                  |
| 1793                                                                                      | 1797      | Jacques Anfray         |           | Officier public  |
| 1798                                                                                      | 1799      | René Hamelin           |           |                  |
| 1798                                                                                      | 1799      | François Lebougre      |           |                  |
| 1800                                                                                      | 1805      | Julien anfray          |           |                  |
| 1805                                                                                      | 1817      | René Hamelin           |           |                  |
| 1817                                                                                      | 1830      | L. Auguste de Tesson   |           |                  |
| jan. 1830                                                                                 | nov. 1830 | René Leguerinais       |           | Faisant fonction |
| 1830                                                                                      | 1840      | Toussaint Le Brun      |           |                  |
| 1840                                                                                      | 1848      | Jacques Guilmin        |           |                  |
| 1848                                                                                      | 1866      | Armand-Louis de Tesson |           |                  |
| 1866                                                                                      | 1898      | Jean Danguy            |           |                  |
| 1898                                                                                      | 1936      | Gabriel de Tesson      |           |                  |
| 1936                                                                                      | 1937      | Hippolyte Guilmin      |           | Faisant fonction |
| 1937                                                                                      | 1943      | Hippolyte Guilmin      |           |                  |
| mai 1943                                                                                  | août 1943 | Joseph Touroul         |           | Faisant fonction |
| 1943                                                                                      | 1945      | Joseph Touroul         |           | Maire délégué    |
| 1945                                                                                      | 1953      | Émile Bagot            |           |                  |
| 1953                                                                                      | 1975      | Ambroise Pibouin       |           |                  |
| Une partie des données est issue d'une liste établie par Jean Pouëssel et Michel Richard. |           |                        |           |                  |

| Période  | Période  | Identité              | Étiquette | Qualité                                                 |
| -------- | -------- | --------------------- | --------- | ------------------------------------------------------- |
| 1975     | 1983     | François Charuel      |           |                                                         |
| 1983     | 1989     | Émile Bagot           |           |                                                         |
| 1989     | mai 2020 | Yves Turquetil        | UDI       |                                                         |
| mai 2020 | En cours | Cécile de Montgolfier |           | Animatrice territoriale à la Mutualité sociale agricole |

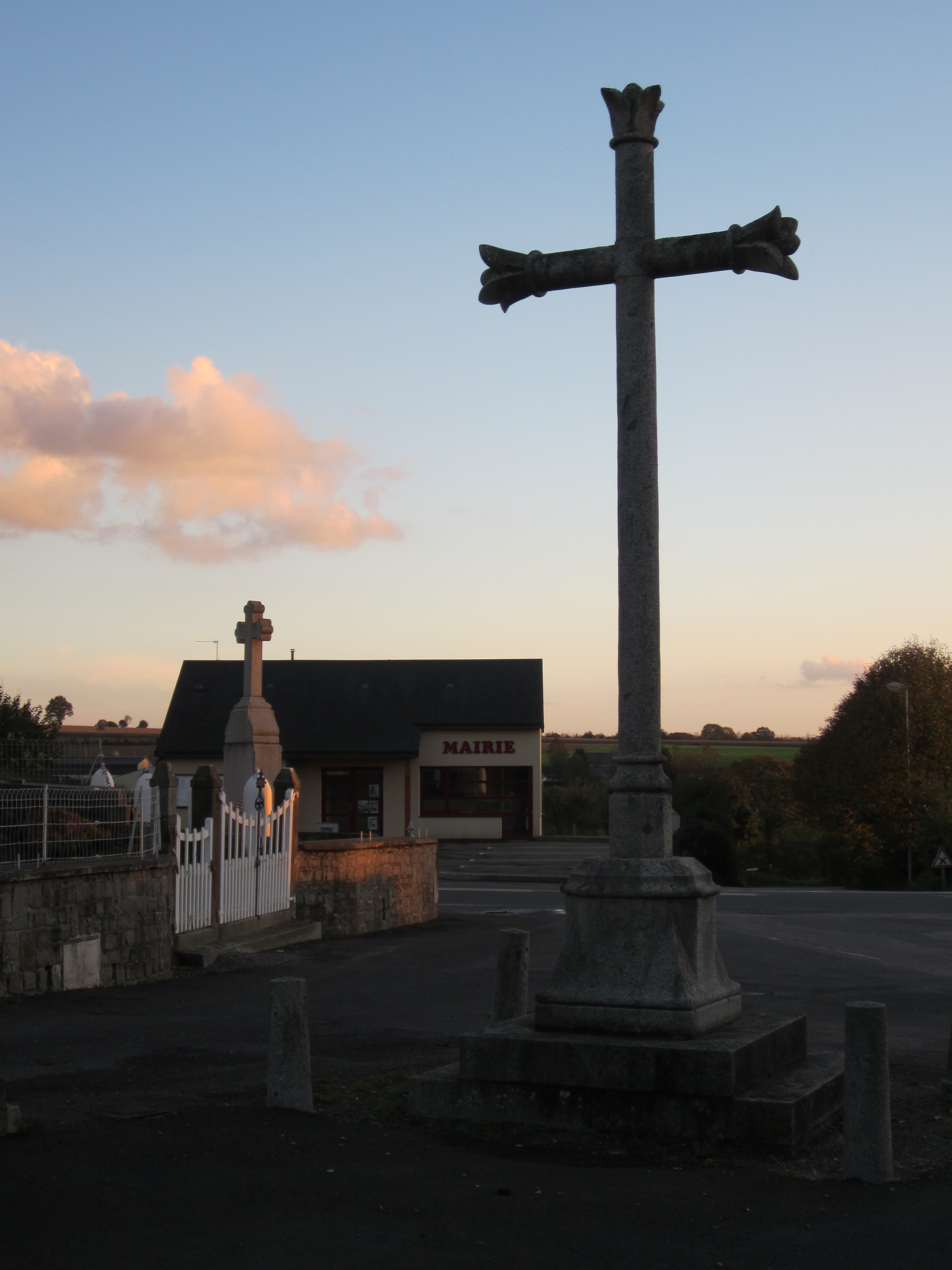
La mairie annexe.

## Démographie
En 2011, la commune comptait 275 habitants. Depuis 2004, les enquêtes de recensement dans les communes de moins de 10 000 habitants ont lieu tous les cinq ans (en 2005, 2010, 2015, etc. pour Isigny-le-Buat — dont La Mancellière) et les chiffres de population municipale légale des autres années sont des estimations.
| 1793 | 1800 | 1806 | 1821 | 1831 | 1836 | 1841 | 1846 | 1851 |
| ---- | ---- | ---- | ---- | ---- | ---- | ---- | ---- | ---- |
| 560  | 493  | 543  | 587  | 592  | 581  | 619  | 660  | 637  |

| 1856 | 1861 | 1866 | 1872 | 1876 | 1881 | 1886 | 1891 | 1896 |
| ---- | ---- | ---- | ---- | ---- | ---- | ---- | ---- | ---- |
| 592  | 606  | 395  | 542  | 530  | 505  | 510  | 534  | 532  |

| 1901 | 1906 | 1911 | 1921 | 1926 | 1931 | 1936 | 1946 | 1954 |
| ---- | ---- | ---- | ---- | ---- | ---- | ---- | ---- | ---- |
| 515  | 505  | 478  | 422  | 375  | 391  | 381  | 391  | 359  |

| 1962 | 1968 | 1975 | 1982 | 1990 | 1999 | 2006 | 2010 | 2015 |
| ---- | ---- | ---- | ---- | ---- | ---- | ---- | ---- | ---- |
| 334  | 320  | -    | -    | -    | -    | 276  | 273  | 291  |

| 2020 | 2021 | - | - | - | - | - | - | - |
| ---- | ---- | - | - | - | - | - | - | - |
| 274  | 275  | - | - | - | - | - | - | - |

## Lieux et monuments
- Église Saint-Pierre, en partie du XVe siècle, tour du XIXe et arcades du XVe. Elle abrite un retable en bois sculpté du XVIIIe, une Vierge à l'Enfant du XVIIIe, une statue de saint Gerbold du XVIIIe, des fonts baptismaux anciens et croix fleurdelisée, avec des traces d'armoiries sur le socle.
- Château de La Mancellière du XVIIe siècle et chapelle, construit par Jean Tesson du Pontesson de Montigny. Deux tours carrées dont une avec campanile.
- Ferme des Hersandières dite ferme Bagot. La ferme servit de quartier général à la mission Helmsman.
- Ancien moulin de la Roche.

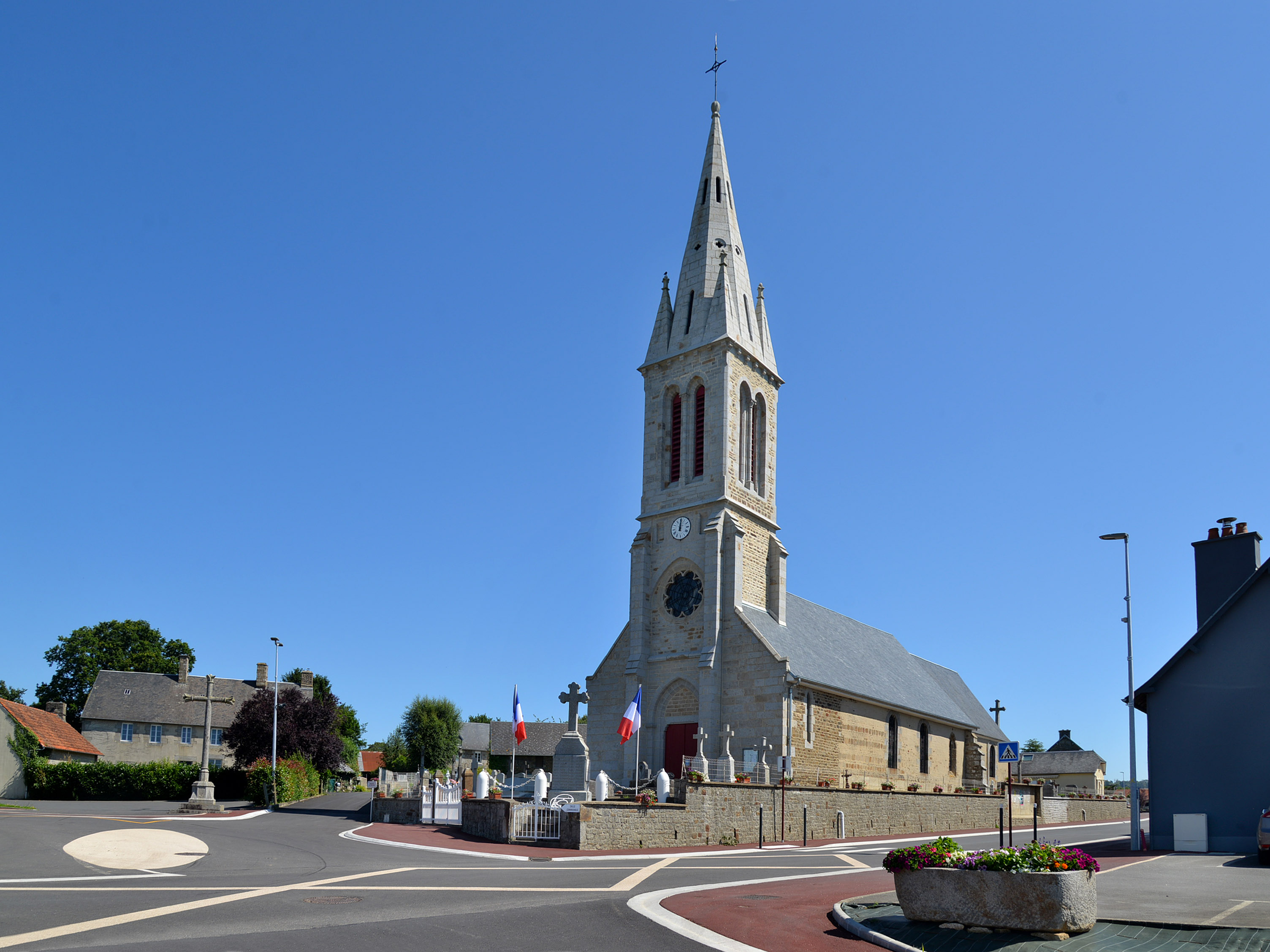
L'église Saint-Pierre.
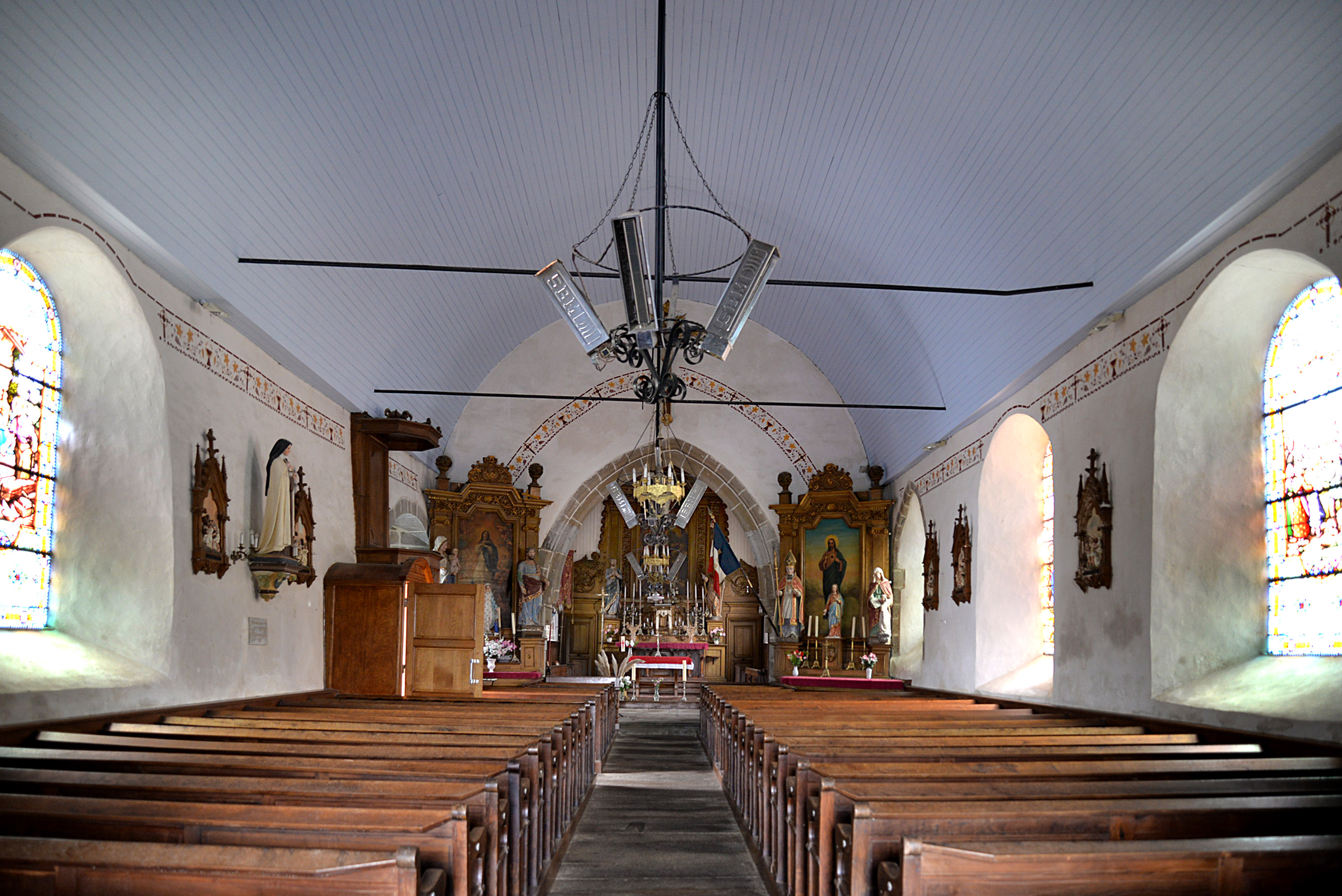
La nef de l'église Saint-Pierre.
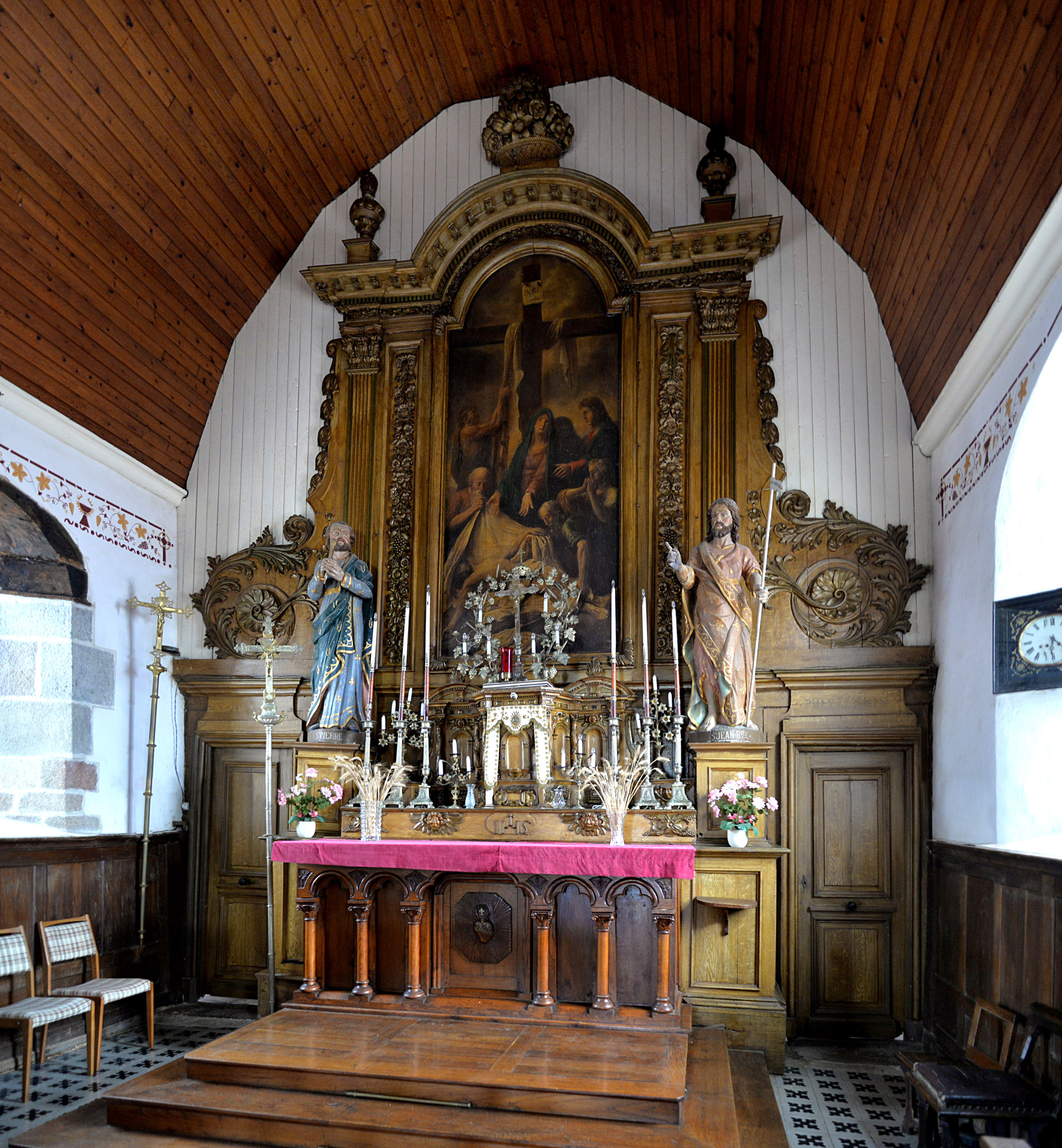
Le retable de l'église Saint-Pierre.
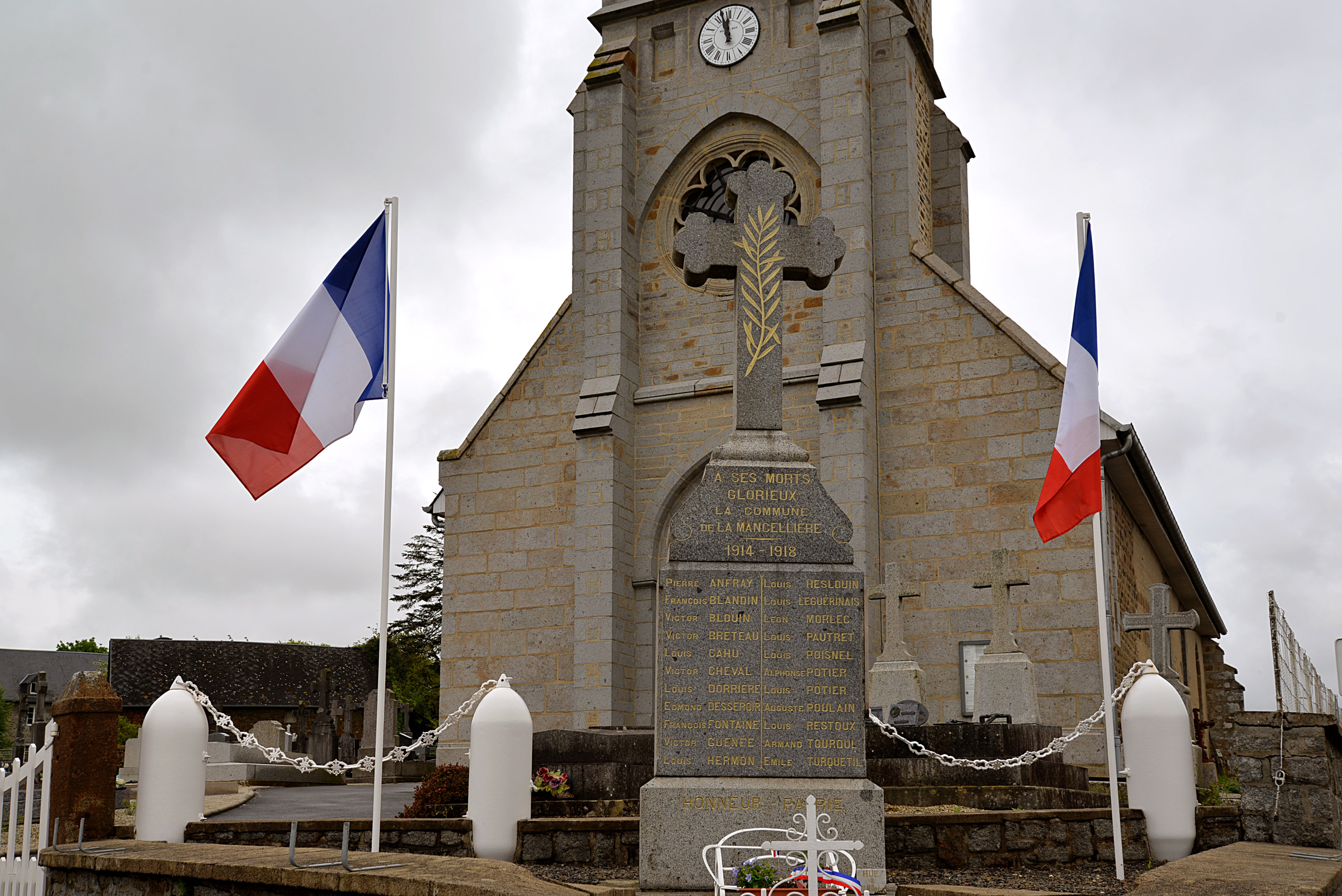
Le monument aux morts.